# Leucophasma
Leucophasma là chi côn trùng, thuộc về họ Tineidae.

## Phân loài
- Leucophasma carmodiella Busck, 1910
- Leucophasma phantasmella Walsingham, 1897